# لرکا
لُرکا (به اسپانیایی: Lorca) یکی از شهرداری‌های کومارکای شرقی و در بخش خودمختار مورسیا در کشور اسپانیا قرار دارد. تا سال ۲۰۰۹ مساحت این شهرداری ۱۶۷۶ کیلومتر مربع و جمعیت آن ۹۲٬۶۹۴ تَن می‌باشد.